# Bjelice
Bjelice је jedno od devet crnogorskih plemena Katunske nahije. To su bila plemena: Cetinjsko, Njeguši, Ćeklići, Cuce, Ozrinići (Čevo), Pješivci, Zagarač i Komani. Danas je "Bjelice" i geografska odrednica i odgovara teritoriji nekadašnjeg plemena.
Bjelice se kao teritorija prvi put pominju 1430. godine, o čemu piše češki istoričar Konstantin Jireček ("de zente Bielice"). Godine 1431. se pominju i u kotorskim zapisima. U turskom defteru iz 1521. godine se o njima piše kao o selu od 80 kuća i četiri zaseoka: Lješev Stup (Lješev Stub), Prediš, Rešna (Resna) i Staković. Prema narodnom predanju, Velje Cuce, Bajice, Bjelice i još neka plemena vode porijeklo od kosovskih junaka Orlovića, tj. od braće Pavla Orlovića, koji su se, bježeći od Turaka poslije Kosovske bitke prvo naselili u Gacku i okolnim mjestima (Čarađe, Bjeletaci), a docnije prešli u Banjane, i konačno na prostore Stare Crne Gore - Cuca, Bjelica, Bajica i još nekih bratstava i plemena.
Prostor na kome je živjelo pleme Bjelice nalazi se na 20-50 km sjeverozapadno od Cetinja. Ovaj prostor je u prosjeku velike nadmorske visine (800-900 m) i sa svih strana je okružen visokim planinama - Čelinac (1300 m), Štavor (Stavor) (1200 m) i Čevski lisac (1100 m).
Pleme Bjelice dijelilo se na Donje i Gornje Bjelice. Kao i sva veća crnogorska plemena, i ovo se sastojalo iz mnogobrojnih bratstava i rodova. Najpoznatije i najstarije bratstvo su Milići, a među starijima su i Abramovići, Andrići, Pejovići, Jovanovići, Kuzmani, Lončarevići, Popivode, Tomići, Vukčevići, Vušurovići, Mikulići i Crvenice. Broj bratstava i rodova je znatno veći.
Prezime "Bjelica" nose osobe koje vode porijeklo iz plemena Bjelica. Veliki broj iseljenika je uzimao "Bjelica" za svoje prezime i otud je to prezime prisutno u Srbiji, Crnoj Gori i Bosni i Hercegovini, i u manjem dijelu u Hrvatskoj.

## Znameniti Bjelice
- Milija Milić-Orlović, vojvoda
- Marina Abramović, umetnica performansa, rođena Beograđanka koja živi u Njujorku.
- Krsto Popivoda, narodni heroj Jugoslavije.
- Blažo Popivoda, narodni heroj Jugoslavije.
- Pero Popivoda, učesnik Narodnooslobodilačke borbe i general-major Sovjetske avijacije.
- Đuro Lončarević, general-pukovnik JNA i narodni heroj Jugoslavije
- Danilo Popivoda, bivši jugoslovenski i slovenački fudbaler.
- Isidora Bjelica, srpska spisateljica.
- Dimitrije Bjelica, bosansko-hercegovački i srpski šahista i šahovski pisac i novinar.
- Milko Bjelica, srpski i crnogorski košarkaš.
- Milka Bjelica, srpska i crnogorska košarkašica.
- Ana Bjelica, srpska odbojkašica.
- Nemanja Bjelica, srpski košarkaš.
- Nenad Bjelica, hrvatski fudbaler.
- Novica Bjelica, Srpski odbojkaš.
- Milan Bjelica, penzionisani General major vojske Srbije
- Srđan Milić, crnogorski političar.
- Slavko Milić, naučni radnik i humanista.
- Srđan Mrvaljević, crnogorski džudista.

## Spoljašnje veze
- Poreklo Orlovića
- Pleme Bjelice - Montenegrin Ethnic Association of Australia
- milici.me/sabratsva/